# Isabelle Simonis
Isabelle Simonis (ur. 4 marca 1967 w Ougré w gminie Seraing) – belgijska i walońska samorządowiec oraz działaczka partyjna, w 2004 przewodnicząca Parlamentu Francuskiej Wspólnoty Belgii, minister w rządzie tej wspólnoty.

## Życiorys
Ukończyła studia w zakresie komunikacji. Pracowała jako animator i w strukturach powiązanego z socjalistami funduszu ubezpieczeniowego, a także na stanowisku administracyjnym w firmie ubezpieczeniowej COFACE. Kierowała partyjnymi organizacjami działającymi na rzecz młodzieży i planowania rodziny. Wstąpiła do Partii Socjalistycznej, była zastępcą, a od 1999 sekretarzem Femmes prévoyantes socialistes (organizacji kobiecej PS). Od lipca 2003 do lipca 2004 była federalnym sekretarzem stanu odpowiedzialnym za kwestie rodzin i osób z niepełnosprawnością. W 2004, 2009, 2014 i 2019 wybierana do Parlamentu Francuskiej Wspólnoty Belgii, kierowała nim w okresie od 19 lipca do 27 października 2004. W 2006 objęła stanowisko radnej i burmistrz Flémalle (zajmowane z przerwą na lata 2014–2018). Od 2014 do 2018 w ramach rządu wspólnoty kierowanego przez Rudy’ego Demotte była ministrem odpowiedzialnym za edukację, młodzież, prawa kobiet i równe szanse, następnie od 2018 do 2019 odpowiadała za prawa kobiet i równe szanse w randze delegata ministra.